# جيمس إدوارد أرنولد
جيمس إدوارد أرنولد (بالإنجليزية: James Edward Arnold)‏ هو عسكري أمريكي، ولد في 7 مايو 1939، وتوفي في 4 أكتوبر 2007.